# Пшеничне пиво

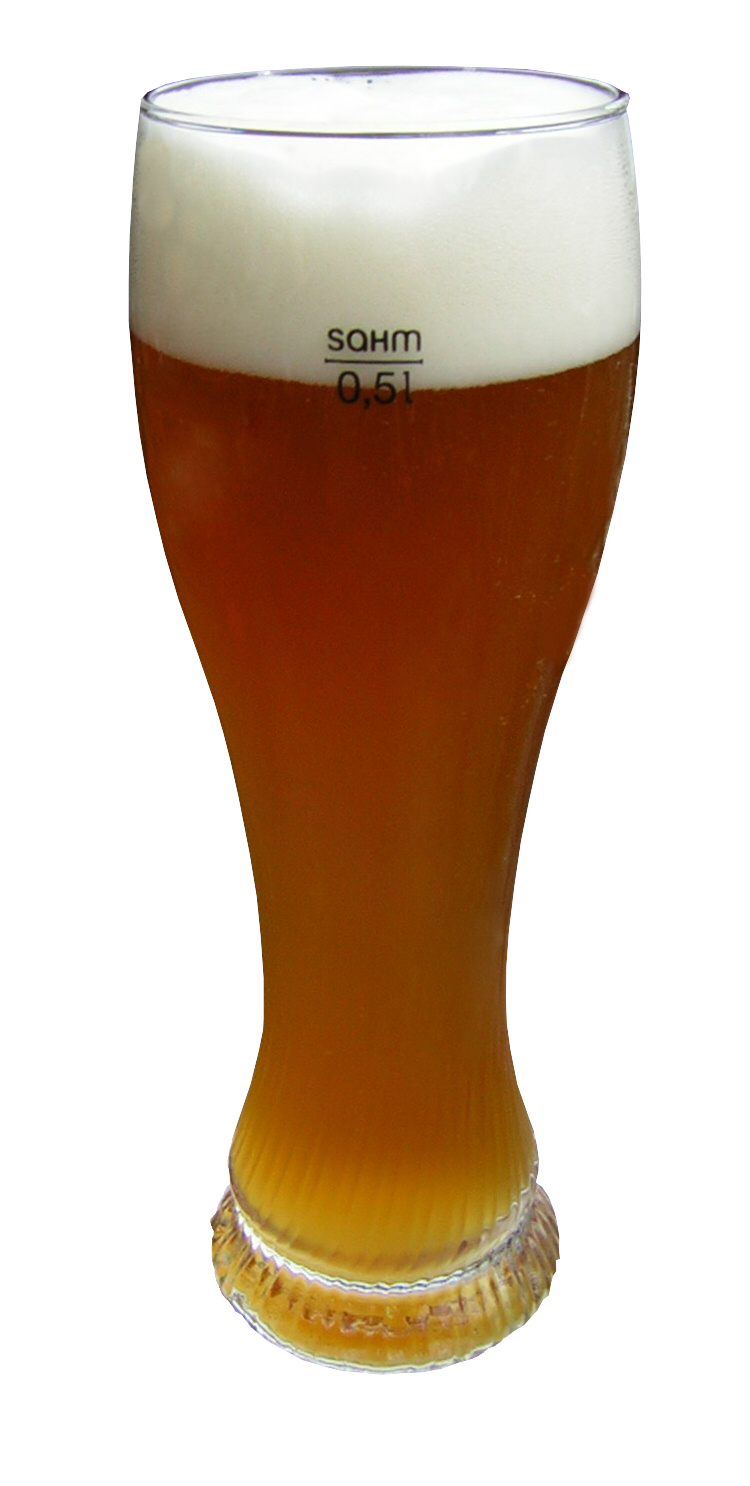
Німецьке Weißbier

Пшеничне пиво (нім. Weizenbier) — це пиво з вмістом алкоголю, як правило, від 5 до 5,4%, яке варять з використанням великої частки пшениці. Пшеничне пиво часто містить також підсолоджений ячмінь. Додавання пшениці надає пшеничному пиву легкого аромату і блідого кольору. Пшеничне пиво зазвичай виробляють за технологією верхнього бродіння (відповідно до законодавства Німеччини додержання цієї технології є обов'язковим для виробництва пшеничного пива). Пшеничне пиво вирізняється кремовою текстурою і солодким ароматом, а деякі марки мають відтінки банана і гвоздики.

## Сорти пшеничного пива
Двома найбільш розповсюдженими сортами пшеничного пива є бельгійське witbier і німецьке Weißbier.
Бельгійське witbier («біле пиво») набуло своєї назви від дріжджів, що плавають у пиві і надають йому білуватого кольору. До бельгійського білого пива часто додають спеції, такі як коріандр або цедру гіркого апельсина, що надає цьому пиву легкого фруктового аромату. До того ж це пиво часто виробляють з сирої непідсолодженої пшениці, тоді як в інших сортах пшеничного пива використовують підсолоджену пшеницю.
Німецьке пшеничне пиво добре знане в усій країні. Його найменування змінюється від Weizen у західних (земля Баден-Вюртемберґ) і північних регіонах до Weißbier або Weiße у Баварії. Найменування Hefeweizen (нім.: «дріжджі і пшениця») використовується для позначення сорту пшеничного пива, яке розливають у пляшки, не піддаючи його фільтрації, завдяки чому дріжджі і далі впливають на пиво.

### Hefeweizen
Hefeweizen є німецьким сортом пшеничного пива, з якого не відфільтровують дріжджі. Пиво Kristallweizen (чисте), Dunkelweizen (темне) і Weizenstarkbier (що також відоме як Weizenbock і має більший вміст алкоголю) вважають справжнім Hefeweizen лише у тому разі, коли їх не було піддано фільтрації. Завдяки процесу фільтрації пиво Kristallweizen позбавляється не лише дріжджів, але і пшеничних протеїнів, що роблять пиво Hefeweizen мутним.
Для позначення пива Hefeweizen можуть використовуватися і такі позначення, як Hefeweißbier, іноді — Weißbier, Hefeweiße, Weizenstarkbier (вважається Hefeweizen, лише якщо його не було піддано фільтрації).
Існують різні способи виробництва пива Hefeweizen:
- Традиційне бродіння у пляшці. Ще до повного завершення процесу бродіння пиво розливають у пляшки, де воно продовжує бродити. Відмова від пастеризації має наслідком скорочення строку придатності, але підвищує смакові властивості такого пива.
- Чимало (частіше — промислових) виробників після головного бродіння відфільтровують дріжджі верхнього бродіння і додають дріжджі нижнього бродіння для продовження бродіння у пляшці. Цим прискорюється виробничий процес.
- Виробники, які через економію виробництва відмовилися від продовження бродіння у пляшці, використовують для цього процесу великі сталеві ємності. Потім пиво стерилізують і фільтрують та знову додають до пива стерилізовані мутні речовини від бродіння, аби надати пиву вигляд «традиційного» приготування.

Пиво Hefeweizen особливо вирізняється низькою хмелевою гіркотою (близько 15 одиниць за шкалою IBU) і порівняно високою насиченістю вуглекислотою (майже чотири атмосфери). Ці показники вважаються важливими для збалансування солодової солодкості пива.
Іншою смаковою нотою, що використовується для збалансування і є унікальною для пива Hefeweizen, є його фенольний характер. Характерний фенол цього пива — 4-вініл гуайаколь — являє собою метаболіт ферулової кислоти і є наслідком бродіння (ферментації) дріжджами елю, які використовуються для виробництва цього виду пива. Фенольний характер пива Hefeweizen описують як «гвоздиковий» і «аптечний», а також як димний. Серед інших, типовіших, але менш виразних нот елю є «бананова» (завдяки амілацетату) і іноді «ванільна» (завдяки ваніліну).
Деякі, найпопулярніші комерційні зразки пива Hefeweizen виробляють пивоварні Paulaner, Erdinger, Schneider Weisse, Weihenstephan, Franziskaner, Rothaus, Hacker-Pschorr, Ayinger (Bräu Weisse). Цей сорт пива популярний серед усіх німців, але найбільше — у Баварії та південній частині Німеччини.

### Kristallweizen
Німецьке фільтроване пшеничне пиво, також відоме як Kristall Weißbier (або Kristallweizen). Це пиво часто подають з долькою лимона на обідку кухля або келиха. Назва походить від прозорості фільтрованого пива — слово «kristall» німецькою означає «кришталь».

### Witbier
Witbier, White beer (фр.: bière blanche) або ж просто Witte — це ячмінне/пшеничне пиво, яке варять переважно у Бельгії, хоча деякі марки цього пива виробляють у Нідерландах та інших країнах. Своєю назвою це пиво завдячує дріжджам і протеїнам пшениці, що плавають у пиві і роблять його мутним, а в охолодженому стані — білим. Дріжджі, що плавають у пиві, забезпечують продовження бродіння пива у пляшці.
Це пиво є нащадком середньовічного пива, яке не варили з хмелю, а натомість додавали ароматизатори і зберігали за допомогою суміші спецій та інших рослин, що називалася «грют» (gruut). Тому для виробництва цього пива і досі використовують грют, хоча сьогодні грют складається, в основному, з коріандру, апельсина, гіркого апельсина і хмелю. Завдяки цьому пиво має лише легкий присмак хмелю і дуже освіжає влітку. Witbier може вироблятися з сирої пшениці, яку додають до пшеничного солоду. Witbier має дещо кислуватий смак, оскільки містить молочну кислоту.

### Сорти з кислим смаком
Менш розповсюдженим сортом пшеничного пива є Berliner Weisse (берлінське біле), яке має низький вміст алкоголю (від 2,5% до 3% за об'ємом) і помірну терпкість. Це пиво можна вживати у чистому вигляді, проте шанувальники часто додають до нього солодкі сиропи зі смаком лимона, малини або ясменнику.
Інший, дуже подібний до нього сорт світлого пива, що відомий під назвою Wieß («біле») і походить з місцевості поблизу Дюссельдорфа у Рейнланді, на цей час майже зник.
Схожим на пиво Berliner Weisse є Leipziger Gose, але останнє дещо міцніше (міцність близько 4% за об'ємом). До його складу входять коріандр і сіль, і тому це пиво не відповідає вимогам Reinheitsgebot. І Gose, і Berliner Weisse набувають кислого смаку унаслідок використання під час бродіння, крім дріжджів, також бактерій молочної кислоти.
Пиво Belgian Lambic також виробляють з пшениці і ячменю, але воно відрізняється від witbier дріжджами. Lambic є брагою, яку одержують методом спонтанного бродіння.

## Різні назви і види пшеничного пива

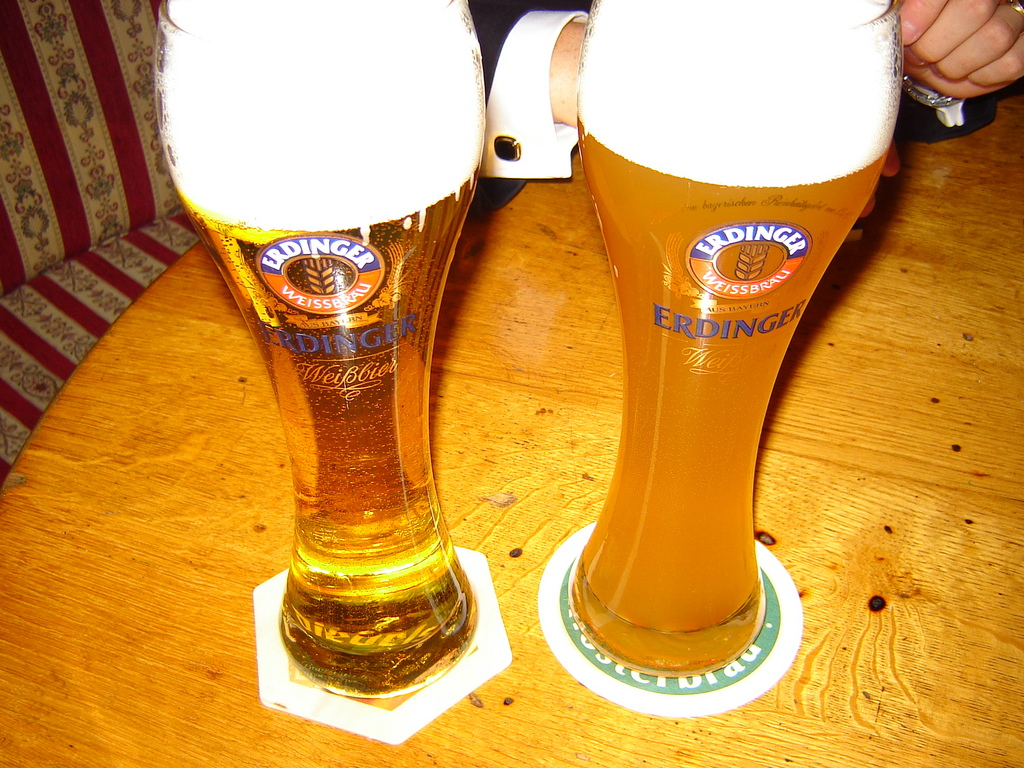
Німецьке Kristallweißbier (ліворуч) і Hefeweißbier (праворуч) виробництва Erdinger Weissbräu

Залежно від місця, де було зварене пиво, і незначних розбіжностей у рецепті, пшеничне пиво має декілька різних назв:
- Weißbier, скорочено — Weiße, — ці терміни використовуються майже виключно у південній землі Німеччини — Баварії. Німецькою мовою «weiß» означає «біле».
- Weizenbier, скорочено — Weizen, — ця назва використовується за межами Баварії для позначення того самого продукту
- Hefeweißbier, або Hefeweizen, — німецькою «Hefe» означає «дріжджі» і використовується для вказівки на те, що пиво дозріває у пляшці (є нефільтрованим) і тому може мати осад.
- Kristallweißbier, або Kristallweizen, — якщо пиво weißbier піддане фільтрації, воно виглядатиме як «чисте» (або «кришталеве»).
- Dunkles Weißbier, або Dunkles Weizen, — темний варіант пшеничного пива (німецькою «dunkel» означає «темне»)
- Weizenbock — це пшеничне пиво, вироблене за технологією bock, що походить з Німеччини. Прикладом цього сорту є пиво Aventinus, що його виробляє пивоварня G. Schneider & Sohn в окрузі Кельгейм (Нижня Саксонія, Німеччина).
- Witbier, або просто Witte, — голландська назва бельгійського пшеничного пива
- Bière Blanche, або Blanche, — назва цих видів пива французькою мовою.

## Міжнародний ринок
Чимало пивоварень у США і Канаді зараз виробляють власні сорти пшеничного пива. Деякі види північноамериканського пшеничного пива є особливим різновидом цього пива, що виробляється з використанням звичайних дріжджів елю і має менш фруктовий (порівняно з баварськими сортами) смак. Пивоварні у США часто продають американські, німецькі та бельгійські сорти пшеничного пива як весняний або літній сезонний продукт.
Пиво Weizen варять також в Австрії.
Пшеничне пиво стає дедалі популярнішим в Австралії. Такі марки як Redback та інші, роблять пшеничне пиво доступнішим для австралійських шанувальників пива.
У Бразилії пивна марка Bohemia (яка була заснована німецьким іммігрантом у XVIII столітті) почала пропонувати споживачам «cerveja de trigo» (пшеничне пиво), що має назву Bohemia Weiss. Це пиво можна придбати в усіх супермаркетах країни.
Пшеничне пиво, що виробляється у Новій Зеландії компанією Lion Nathan Breweries, продається під назвою Mac's Great White.
Пшеничне пиво під маркою Meister Max варять і продають у Єгипті.
У Британії пшеничне пиво не вважається традиційним, але декілька невеликих пивоварень виробляють пшеничне пиво, що дозріває у діжках. Це пиво пропонується під марками Fuller's Discovery, Oakleaf Eichenblatt Bitte, Hoskins White Dolphin, Fyfe Weiss Squad і Oakham White Dwarf. Британське пшеничне пиво є радше не точним відтворенням, а компромісом, або гібридом континентального стилю і англійського гіркого пива.
В Україні світле та темне пшеничне пиво стилю witbier випускається компанією Чернігівське під марками "Біле" та "Біла Ніч" відповідно.

## Як подавати пшеничне пиво

### Келих
Пшеничне пиво подають у спеціальних келихах для пшеничного пива. Німецькі сорти пшеничного пива зазвичай подають у високих келихах місткістю півлітра (плюс додатковий об'єм для піни), що звужуються донизу. Форма келиха вибрана таким чином, аби бульбашки вуглекислоти повільно підіймалися напоєм. Завдяки цьому пиво довше залишається «свіжим». Келихи мають масивне важке дно, вузьку середню частину і широку шароподібну верхню частину. Чокаються традиційно дном келихів, і це одна з причин, чому дно роблять масивним.
Бельгійське пшеничне пиво зазвичай подають у менших келихах місткістю 250 мл. Серед них вирізняються великі шестигранні келихи, у яких подають пиво Hoegaarden.
Для жодного американського сорту пшеничного пива не існує спеціального келиха.
Пиво Kristallweizen і бельгійське пшеничне пиво часто подають з долькою лимона у келиху.
Для того, аби налити пшеничне пиво у келих, треба дещо попрактикуватися, щоб уникнути утворення надмірної піни, властивої пшеничному пиву. Безпосередньо перед наливанням келихи миють у холодній воді, аби стримати надмірне піноутворення і утримати температуру холодного пива. Давню традицію (надто у Баварії) має спір про те, як правильно наливати пиво у келих. Одні нахиляють келих і обережно наливають до нього пиво. Інші накривають келихом пляшку і швидко перекидають її.
Можна переглянути, як промисловий робот під управлінням програми, розробленої студентами двох баварських університетів, демонструє два способи наповнення келиха. Цей робот [Архівовано 27 березня 2012 у Wayback Machine.] тримає отвір пляшки близько до обідка келиха. Тут робот [Архівовано 27 березня 2012 у Wayback Machine.] використовує більш швидкий спосіб занурення, якому віддають перевагу бармени. Зверніть увагу на обертання майже порожньої пляшки — це роблять з метою збирання дріжджів, що є важливою складовою повного смаку нефільтрованого пива. Зауважте також, що зовнішня частина пляшки не повинна торкатися келиха або пива у ньому, адже вона може бути чимось забруднена.

### Температура
Пшеничне пиво вважається типовим літнім пивом. Його обов'язково слід зберігати у прохолодному місці. Це пиво п'ють охолодженим, аби могли розвинутися його комплексні смакові якості. Для Kristallweizen рекомендують 7 — 8 °C, для світлого Hefeweizen 8 — 10 °C. Міцніші темні сорти можуть подаватися на стіл у «теплішому» вигляді.